# حسن (الدولة الجوبانية)
الأمير حسن كان أميرًا من السلالة الجوبانية في الإلخانات في أوائل القرن الرابع عشر. كان الابن الأكبر للأمير المغولي والقائد جوبان.
وكان الحسن قد أصبح واليًا على خراسان ومازندران في حياة أبيه. وعندما فر كوبان إلى هرات وأُعدم بعد ذلك، لجأ حسن إلى أوزبك خان من القبيلة الزرقاء. خدم تحت إمرة الخان ومات متأثرًا بجراحه التي أصيب بها في المعركة. كان لحسن ثلاثة أبناء: طاليس، حاكم أصفهان وفارس وكرمان، الذي رافقه إلى القبيلة الزرقاء ومات هناك؛ وحاجي بك؛ وقوج حسين، الذي أعدم في عام 1343 بأمر من الإلْخان سليمان خان.